# Labétalol
Le labétalol est une molécule chimique avec des propriétés bêta-bloquantes sur le système cardiovasculaire humain. Il s’agit d’un alpha-bloquant et d’un bêta-bloquant, développé au début des années 1980.
Il s’utilise en phase aiguë de la prééclampsie, et comme médicament de première intention pour les urgences hypertensives.

## Stéréochimie
Labetalol contient deux atomes de carbone asymétrique et se compose de quatre stéréoisomères répartis en deux paires d'énantiomères. Pratiquement, c'est le mélange équimolaire des formes (R, R), (S,R), (R,S) et (S,S) :
| Stéréoisomères de Labetalol | Stéréoisomères de Labetalol |
| --------------------------- | --------------------------- |
| numéro CAS : 75659-07-3     | numéro CAS : 83167-24-2     |
| numéro CAS : 83167-32-2     | numéro CAS : 83167-31-1     |